# Sphenomorphus
Sphenomorphus Fitzinger, 1843 è un genere di sauri della famiglia Scincidae.

## Tassonomia
Il genere comprende le seguenti specie:
- Sphenomorphus acutus (Peters, 1864)
- Sphenomorphus aignanus (Boulenger, 1898)
- Sphenomorphus alfredi (Boulenger, 1898)
- Sphenomorphus amblyplacodes (Vogt, 1932)
- Sphenomorphus annectens (Boulenger, 1897)
- Sphenomorphus anomalopus (Boulenger, 1890)
- Sphenomorphus anotus Greer, 1973
- Sphenomorphus apalpebratus Datta-Roy et al., 2013
- Sphenomorphus bacboensis (Eremchenko, 2003)
- Sphenomorphus bignelli Schmidt, 1932
- Sphenomorphus brunneus Greer & Parker, 1974
- Sphenomorphus buenloicus Darevsky & Nguyen Van Sang, 1983
- Sphenomorphus buettikoferi (Lidth De Jeude, 1905)
- Sphenomorphus bukitensis Grismer, 2007
- Sphenomorphus butleri (Boulenger, 1912)
- Sphenomorphus cameronicus Smith, 1924
- Sphenomorphus capitolythos Shea & Michels, 2009
- Sphenomorphus celebense (Müller, 1894)
- Sphenomorphus cinereus Greer & Parker, 1974
- Sphenomorphus concinnatus (Boulenger, 1887)
- Sphenomorphus consobrinus (Peters & Doria, 1878)
- Sphenomorphus cophias Boulenger, 1908
- Sphenomorphus courcyanum (Annandale, 1912)
- Sphenomorphus cranei Schmidt, 1932
- Sphenomorphus crassus Inger, Lian, Lakim & Yambun, 2001
- Sphenomorphus cryptotis Darevsky, Orlov & Cuc, 2004
- Sphenomorphus cyanolaemus Inger & Hosmer, 1965
- Sphenomorphus darlingtoni (Loveridge, 1945)
- Sphenomorphus derooyae (De Jong, 1927)
- Sphenomorphus diwata Brown & Rabor, 1967
- Sphenomorphus dussumieri (Duméril & Bibron, 1839)
- Sphenomorphus fasciatus (Gray, 1845)
- Sphenomorphus forbesi (Boulenger, 1888)
- Sphenomorphus fragilis (Macleay, 1877)
- Sphenomorphus fragosus Greer & Parker, 1967
- Sphenomorphus fuscolineatus Greer & Shea, 2004
- Sphenomorphus grandisonae Taylor, 1962
- Sphenomorphus granulatus (Boulenger, 1903)
- Sphenomorphus haasi Inger & Hosmer, 1965
- Sphenomorphus helenae Cochran, 1927
- Sphenomorphus incognitus (Thompson, 1912)
- Sphenomorphus indicus (Gray, 1853)
- Sphenomorphus ishaki Grismer, 2006
- Sphenomorphus jeudei (Boulenger, 1914)
- Sphenomorphus jobiensis (Meyer, 1874)
- Sphenomorphus kinabaluensis (Bartlett, 1895)
- Sphenomorphus langkawiensis Grismer, 2008
- Sphenomorphus latifasciatus (Meyer, 1874)
- Sphenomorphus leptofasciatus Greer & Parker, 1974
- Sphenomorphus lineopunctulatus Taylor, 1962
- Sphenomorphus longicaudatus (De Rooij, 1915)
- Sphenomorphus loriae (Boulenger, 1897)
- Sphenomorphus louisiadensis (Boulenger, 1903)
- Sphenomorphus maculatus (Blyth, 1853)
- Sphenomorphus maculicollus Bacon, 1967
- Sphenomorphus maindroni (Sauvage, 1879)
- Sphenomorphus malayanum (Doria, 1888)
- Sphenomorphus megalops (Annandale, 1906)
- Sphenomorphus melanopogon (Duméril & Bibron, 1839)
- Sphenomorphus meyeri (Doria, 1875)
- Sphenomorphus microtympanus Greer, 1973
- Sphenomorphus mimicus Taylor, 1962
- Sphenomorphus mimikanum (Boulenger, 1914)
- Sphenomorphus minutus (Meyer, 1874)
- Sphenomorphus misolense (Vogt, 1928)
- Sphenomorphus modigliani (Boulenger, 1894)
- Sphenomorphus muelleri (Schlegel, 1837)
- Sphenomorphus multisquamatus Inger, 1958
- Sphenomorphus murudensis Smith, 1925
- Sphenomorphus necopinatus (Brongersma, 1942)
- Sphenomorphus neuhaussi Vogt, 1911
- Sphenomorphus nigriventris (De Rooij, 1915)
- Sphenomorphus nigrolabris (Günther, 1873)
- Sphenomorphus nigrolineatus (Boulenger, 1897)
- Sphenomorphus oligolepis (Boulenger, 1914)
- Sphenomorphus orientale (Shreve, 1940)
- Sphenomorphus papuae (Kinghorn, 1928)
- Sphenomorphus perhentianensis Grismer, Wood & Grismer, 2009
- Sphenomorphus praesignis (Boulenger, 1900)
- Sphenomorphus pratti (Boulenger, 1903)
- Sphenomorphus puncticentralis Iskandar, 1994
- Sphenomorphus rarus Myers & Donnelly, 1991
- Sphenomorphus sabanus Inger, 1958
- Sphenomorphus sananus (Kopstein, 1926)
- Sphenomorphus sanctus (Duméril & Bibron, 1839)
- Sphenomorphus sarasinorum (Boulenger, 1897)
- Sphenomorphus schlegeli (Dunn, 1927)
- Sphenomorphus schultzei (Vogt, 1911)
- Sphenomorphus scotophilus (Boulenger, 1900)
- Sphenomorphus scutatus (Peters, 1867)
- Sphenomorphus sheai Nguyenet al., 2013
- Sphenomorphus shelfordi (Boulenger, 1900)
- Sphenomorphus sibuensis Grismer, 2006
- Sphenomorphus simus (Sauvage, 1879)
- Sphenomorphus solomonis (Boulenger, 1887)
- Sphenomorphus stellatus (Boulenger, 1900)
- Sphenomorphus striatopunctatum (Ahl, 1925)
- Sphenomorphus striolatus (Weber, 1890)
- Sphenomorphus taiwanensis Chen & Lue, 1987
- Sphenomorphus tanahtinggi Inger, Lian, Lakim & Yambun, 2001
- Sphenomorphus tanneri Greer & Parker, 1967
- Sphenomorphus taylori Burt, 1930
- Sphenomorphus temengorensis Grismer, Ahmad & Onn, 2009
- Sphenomorphus temmincki (Duméril & Bibron, 1839)
- Sphenomorphus tenuiculus (Mocquard, 1890)
- Sphenomorphus tersus (Smith, 1916)
- Sphenomorphus tetradactylus (Darevsky & Orlov, 2005)
- Sphenomorphus textum (Müller, 1894)
- Sphenomorphus tonkinensis Nguyen et al., 2011
- Sphenomorphus transversus Greer & Parker, 1971
- Sphenomorphus tridigitus (Bourret, 1939)
- Sphenomorphus tritaeniatus (Bourret, 1937)
- Sphenomorphus tropidonotus (Boulenger, 1897)
- Sphenomorphus undulatus (Peters & Doria, 1878)
- Sphenomorphus vanheurni (Brongersma, 1942)
- Sphenomorphus variegatus (Peters, 1867)
- Sphenomorphus wollastoni (Boulenger, 1914)
- Sphenomorphus woodfordi (Boulenger, 1887)
- Sphenomorphus zimmeri (Ahl, 1933)